# Mèo rừng Na Uy
Mèo rừng Na Uy  là một giống mèo nhà được tìm thấy ở Bắc Âu. Loài này có thể thích nghi với khí hậu rất lạnh, chính vì vậy, chúng có một bộ lông gồm hai lớp: Lớp lông trên cùng có lông bóng, dài, có dạng gợn sóng còn lớp lông thứ hai của chúng có vai trò cách nhiệt. Tổ tiên của giống mèo này có thể đã được người Viking gửi đến Na Uy. Trong Thế chiến II, giống đã trở nên gần như tuyệt chủng. Một câu lạc bộ mèo Na Uy đã giúp nhân giống mèo rừng Na Uy. Câu lạc bộ này đã tạo ra một chương trình nhân giống mèo Na Uy chính thức. Mèo rừng Na Uy đã được đăng ký giống với Fédération Internationale Féline Châu Âu trong những năm 1970 nhờ một người yêu mèo địa phương, Carl-Fredrik Nordane, đã chú ý đến giống mèo này và ông đã nỗ lực để đăng ký nó. Hiện tại, giống mèo rừng Na Uy rất phổ biến ở Na Uy, Thụy Điển, Iceland và Pháp.
Giống này là một giống mèo có kích thước lớn, khỏe mạnh, tương tự như giống Mèo Maine Coon, với đôi chân dài, một cái đuôi rậm rạp và một cơ thể chắc chắn. Loài này rất giỏi leo trèo, vì chúng có móng vuốt khỏe. Tuổi thọ thông thường nằm trong khoảng từ 14 đến 16 năm, mặc dù giống mèo này đã được báo cáo rằng có thể mắc bệnh thận và tim.